# Andre Niklaus
Andre Niklaus (Berlín, Alemania, 30 de agosto de 1981) es un atleta alemán especializado en la prueba de heptatlón, en la que consiguió ser campeón mundial en pista cubierta en 2006.

## Carrera deportiva
En el Campeonato Mundial de Atletismo en Pista Cubierta de 2006 ganó la medalla de oro en la competición de heptatlón, logrando un total de 6192 puntos, por delante del estadounidense Bryan Clay y del checo Roman Šebrle (bronce con 6161 puntos).